# Robert Enke
Pour les articles homonymes, voir Enke.
Robert Enke, né le 24 août 1977 à Iéna et mort le 10 novembre 2009, est un footballeur international allemand évoluant au poste de gardien de but.
Formé au FC Carl Zeiss Iéna, il a joué pour de grands clubs européens avant de trouver sa place à Hanovre 96 dans le championnat allemand, il est considéré parmi les meilleurs gardiens allemands de tous les temps.

## Biographie

### Carrière
C'est au Borussia Mönchengladbach qu'il s'impose véritablement comme titulaire au poste de gardien de but lors de la saison 1998/1999, remplaçant Uwe Kamps blessé. Cette première saison se solde par une relégation du club. Enke rejoint alors le Benfica Lisbonne entraîné par Jupp Heynckes qui le nomme rapidement capitaine de l'équipe. Les saisons qu'il dispute sous le maillot du club portugais sont assez chaotiques (le club change trois fois d'entraîneur en trois saisons) mais permettent à Enke de se mettre en évidence à son poste. De grands clubs (tels que Arsenal, l'Atletico Madrid ou Manchester United) manifestent leur intérêt pour le portier allemand. C'est donc tout naturellement qu'il signe un contrat de trois ans avec le FC Barcelone en 2002, l'un des clubs les plus en vue sur la scène européenne.
Ses deux saisons sous les couleurs du club catalan vont se révéler catastrophiques. Après un mauvais match en Coupe d'Espagne contre Novelda (défaite 3 à 2), il est relégué comme second choix derrière Roberto Bonano. Il ne disputera que vingt minutes dans le championnat espagnol cette année-là. Ce seront d'ailleurs les seules minutes qu'il jouera lors de ses trois saisons. L'année suivante, en 2003, il est prêté au club turc de Fenerbahçe SK, mais ne réussit pas non plus à s'imposer comme titulaire. Le seul match qu'il disputera se soldera par une défaite 3 à 0 contre Istanbulspor dans laquelle Enke finira la partie sous les huées et les projectiles lancés par le public. De retour à Barcelone, il est écarté de l'équipe première avant d'être de nouveau prêté pour la seconde partie de saison, au club de CD Tenerife, évoluant en seconde division. 
En 2004, il retourne en Allemagne au sein du Hanovre 96, pour relancer sa carrière. Rapidement, il se fait remarquer comme l'un des meilleurs à ce poste dans le championnat allemand. Le magazine allemand  de sport Kicker lui attribue d'excellents notes lors de sa première saison sous les couleurs de Hanovre. Les saisons qui suivent confirment ce nouveau statut et en 2007, Joachim Löw lui offre même sa première sélection en équipe d'Allemagne, contre le Danemark. Il s'agit de sa première sélection, mais il avait déjà été retenu en 1999 en équipe nationale pour disputer la Coupe des confédérations, sans toutefois être entré en jeu. 
En 2008, il fait partie de la sélection allemande retenue pour disputer le Championnat d'Europe de football 2008. Barré par Jens Lehmann, Enke ne participe à aucun des matchs qui emmènent l'Allemagne en finale (défaite 1 - 0 contre l'Espagne). La retraite de Lehmann à l'issue du tournoi le met alors sur le devant de la scène. Enke devient le candidat le plus proéminent pour succéder à l'ancien gardien international. Malgré une fracture du scaphoïde qui le tient éloigné deux mois des terrains début 2008, il est régulièrement appelé en sélection comme titulaire au poste de gardien.
Le 8 novembre 2009, il dispute son dernier match contre Hambourg (2-2).

### Suicide

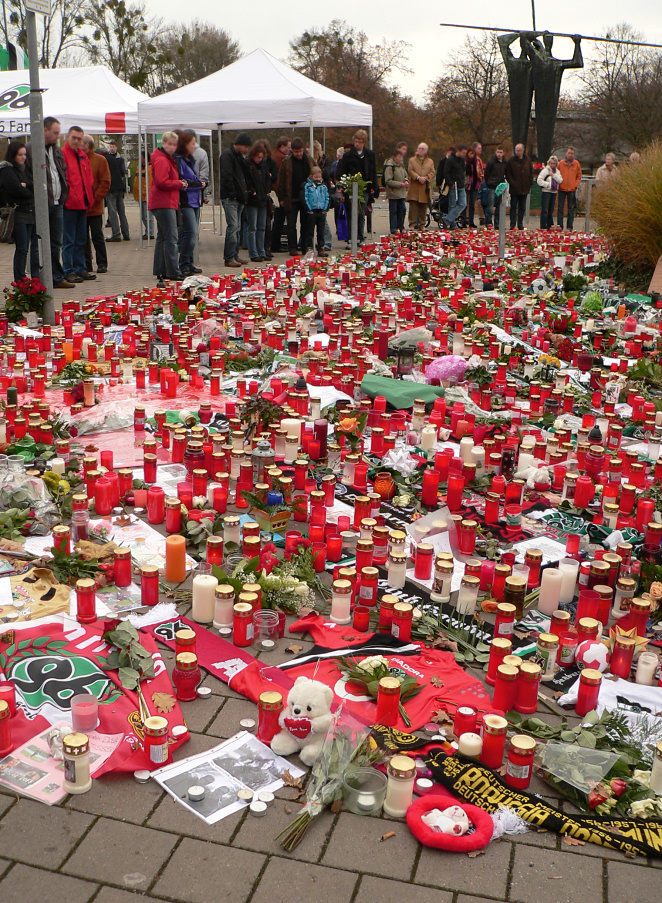
Hommage au stade AWD-Arena à Hanovre.

Le 10 novembre 2009, Robert Enke se tue sur un passage à niveau. Son ami et conseiller Jörg Neblung déclare : « Je peux confirmer qu'il s'agit d'un suicide. Robert s'est suicidé peu avant 18 heures ». La police de Hanovre évoque aussi la thèse du suicide. 
Le 11 novembre 2009, Teresa Enke, conjointe du défunt, révèle durant une conférence de presse qu'Enke souffrait d'une forte dépression depuis 2004 et qu'il redoutait les conséquences de cette maladie sur son entourage. Le décès de sa fille Lara en 2006 avait également affaibli la santé mentale du gardien de but.
Il semble qu'à partir de ce moment, Robert Enke se soit isolé dans cet état dépressif et en ait dissimulé la gravité à son entourage. Il s'en excuse dans une lettre à l'attention de Teresa, sa femme.
Selon la police allemande, le jour de sa mort, Robert Enke n'aurait pas participé à son entraînement mais aurait attendu quelques heures à proximité d'une petite gare de la banlieue de Hanovre avant d'accomplir son geste irréversible.
Durant une conférence de presse de la Fédération allemande de football, le manageur de l'équipe nationale, Oliver Bierhoff, et  le président de la fédération, Theo Zwanziger, annulent le match de l'équipe nationale contre le Chili, qui devait avoir lieu le samedi suivant. Le match amical contre la Côte d'Ivoire du 18 novembre 2009 lui est dédié.
Une rue de Hanovre a été renommée à son nom en 2010 et le Hannover 96 a retiré le numéro 1 pour lui rendre hommage.